# Steven Fischer (filmowiec)
Steven Thomas Fischer (ur. 10 czerwca 1972) – amerykański reżyser i producent filmowy, absolwent Uniwersytetu Maryland, autor filmów dokumentalnych i filmów reklamowych. Zdobywca wielu wyróżnień i nagród: dwóch nominacji do nagrody Emmy za filmy Silence of Falling Leaves (2000) oraz Now & Forever Yours: Letters to an Old Soldier, ośmiu nagród National Telly Award, a także nagrody CINE Eagle Award za film dokumentalny Draw the Line: An Animated Showcase (2007).
W 2010 roku amerykańska gazeta "The Daily Record" przyznała mu honorowe wyróżnienie dla wybitnych mieszkańców stanu Maryland (ang. Influential Marylanders).